# Alojs Andritzki
Alojs Andritzki ou Alojs Andricki (Radibor, 2 de julho de 1914 - Campo de concentração de Dachau, 3 de fevereiro de 1943). Foi um sacerdote católico sorábio  da Diocese de Sorbian Meissen e um adversário do nazismo. Foi morto no campo de concentração de Dachau e é um mártir católico.

## Vida
Era filho do casamento de Magdalena e Juan Andritzki, professores. Tinha duas irmãs e três irmãos. Seus três irmãos também estudaram teologia. O irmão mais novo, Alfonso, que pertencia aos jesuítas, morreu como soldado na Segunda Guerra Mundial.
Freqüentou a escola primária em Radibor, após quatro anos de escola primária passsou ao colégio católico em Bautzen, e obteve o exame de admissão com distinção. De 1934 a 1937 estudou teologia e filosofia na Universidade de Paderborn. Após a formatura, viveu no seminário da Diocese de Meissen em Schmochtitz, Bautzen.
Andritzki foi membro da associação de estudantes do ensino médio Sorábia "Wlad" e durante dois anos foi seu presidente. Durante seus estudos, editou o jornal estudantil dos alunos Sorábios "Serbski" e porta-voz desses alunos.
Foi ordenado em 30 de julho de 1939 por D. Pedro Legge na Catedral de São Pedro, em Bautzen. Em 6 de agosto de 1939 celebrou sua primeira missa em sua cidade natal Radibor. Foi capelão da Hofkirche (Catedral Trindade de Dresden). Ali se lhe deu o encargo de ser pastor de jovens e Prefeito da "Dresdner Kapellknaben" e presidente da "Dresdner Kolpingfamilie".
Alois Andritzki estava desconfortável com o partido nazista e as autoridades em razão de sua sinceridade pessoal e tinha uma atitude negativa para com a ideologia nazista. Foi provavelmente um suspeito para os representantes da ideologia racial, que apontavam que Andritzki destacava pertencer à minoria eslava dos Sorábios. Em conferências e reuniões denunciou a perseguição de padres e crentes por parte dos nazistas e criticou os escritos do ideólogo nazista Alfred Rosenberg.
"Em dois anos iremos à guilhotina. Deveis habituar-vos, estas são apenas provas, mais tarde virá o pior". Era o mês de dezembro de 1940 quando o Pe. Andritzki disse isto a um grupo de jovens. Em 21 de janeiro de 1941 foi preso pela Gestapo e começaram os interrogatórios, em março, já preso foi acusado como inimigo do Estado, em 15 de julho, foi condenado a seis meses de detenção, por causa de "ataques violentos contra o governo e partido" ("Lei  de Traição"), no dia em que foi solto foi novamente preso pela Gestapo. Em 10 de outubro de 1941 foi deportado para o Campo de concentração de Dachau. Reconhecido por uma jovem da paróquia de Dresden, ela referiu que o sacerdote sorriu até naquela ocasião.

### Em Dachau, o martírio
O lager de Dachau era considerado o "campo dos sacerdotes": entre 1933 e 1945 foram ali aprisionados mais de 27.000 religiosos católicos  e mais de mil perderam a vida. Depois de 1940 foi criado ali um "bloco para sacerdotes". No início de sua internação, juntamente com beneditino Maurus Münch, jurou "nunca se lamentar e não esquecer nem por um instante o sacerdócio". Um ano antes morrer escrevia ao seu pároco Wilhelm Beier: "Se o Senhor aparentemente afasto a sua face de nós e estamos, por assim dizer, esmagados no chão, não nos deixemos enfraquecer ao amor do nosso Pai celeste. Se não podemos ser semeadores procuremos ser pelo menos semente, para dar frutos em abundância no tempo da colheira"
Após o Natal em dezembro de 1942, irrompeu entre os prisioneiros em razão da desnutrição e fruto das más condições e maus tratos uma epidemia de de tifo e Andritzki caiu enfermo. Em 3 de fevereiro de 1943 as suas condições pioraram a tal ponto que um sacerdote austríaco pediu permissão para dar-lhe a Comunhão, mas da reação do guarda deduziu-se que fora assassinado com uma injeção letal."

## Beatificação

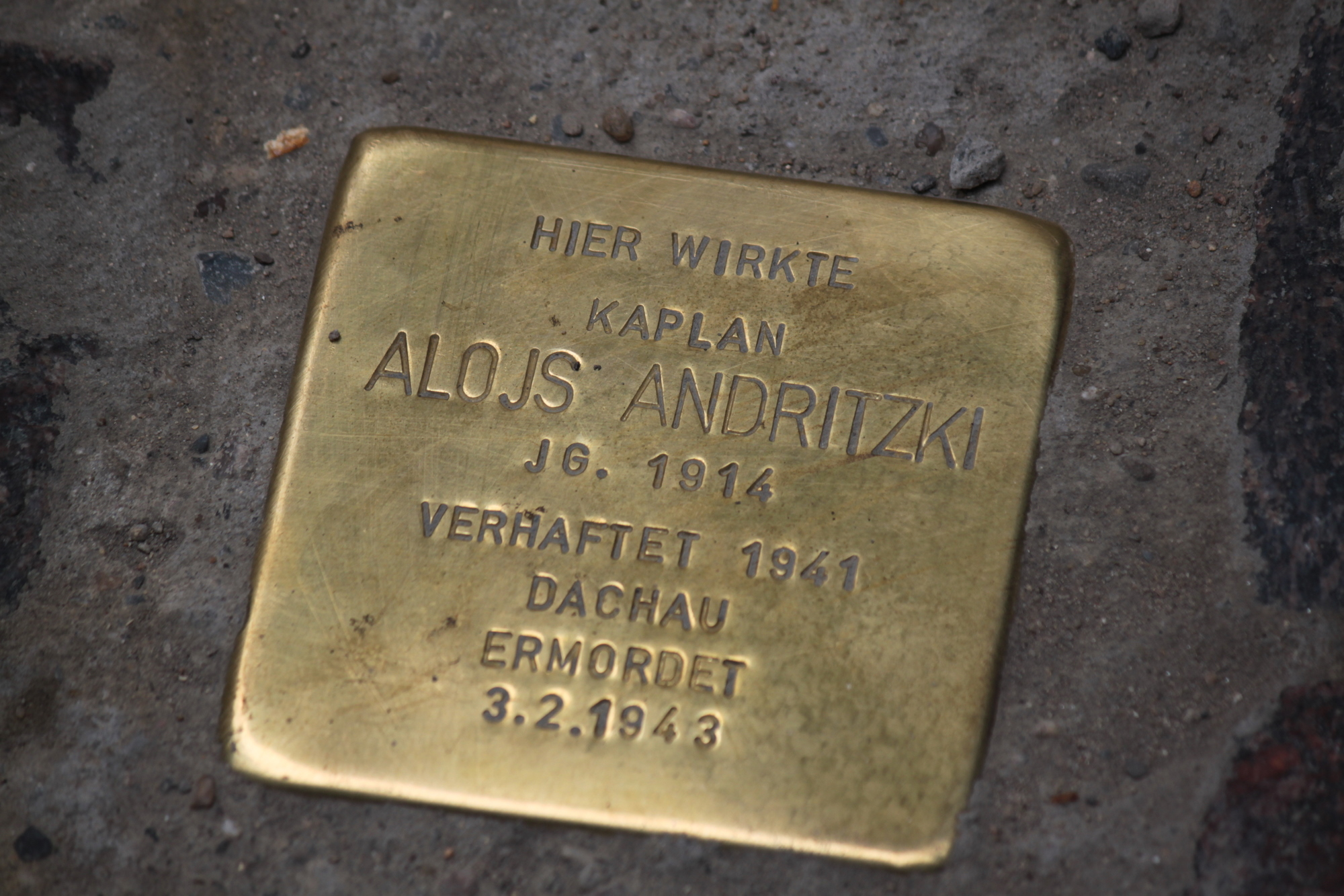
Placa sobre o túmulo de Alojs Andritzki.

A pedido do bispo de Dresden-Meissen teve início em 1988, em Roma, o processo de beatificação de Andritzki, seria a primeira beatificação de um sorábio. A cerimônia aconteceu em 13 de junho de 2011. Na missa de beatificação presidida pelo Cardeal Angelo Amato, representante do Papa, o bispo de Dresden-Meissen, D. Joachim Friedrich Reinelt disse: "Os poderosos não acreditavam que deveriam prestar contas a Deus das suas crueldades. Odiavam a Igreja. Seguindo o slogan de Rosenberg - "a peste judaico-cristã extinguir-se-á" - os nazistas assassinaram 4.000 sacerdotes católicos. Em especial, para Dachau foram enviados 2.700 padres católicos, um lugar de torturas, humilhações brutais e negação de direitos. (...) "Quem crê permanece forte até a morte. Os "SS" não conseguiram sufocar aquele tenro rebento. Ao contrário, ele encorajava os irmãos de hábito com a simpatia, o humorismo, as acrobacias e o vigor juvenil."

## Citações
- Bento XVI logo após o Regina Caeli, em 12 de junho de 2011, na Praça de São Pedro, em Roma, disse:

Alegra-me recordar que amanhã em Dresden, Alemanha, será proclamado beato Alois Andritzki, sacerdote e mártir, assassinado pelos nacional-socialistas em 1943, na idade de 28 anos. Demos graças ao Senhor por este heróico testemunho da fé, que se soma ao grupo de quantos deram a vida em nome de Cristo nos campos de concentração. Quero confiar à sua intercessão hoje, que é pentecostes, a causa da paz no mundo.